# Кубас, Андрес
Адриан Андрес Кубас (исп. Adrián Andrés Cubas; род. 11 мая 1996, Аристобуло-дель-Валье, Аргентина) — парагвайский и аргентинский футболист, полузащитник клуба «Ванкувер Уайткэпс» и сборной Парагвая.

## Клубная карьера
Кубас является воспитанником аргентинского клуба «Бока Хуниорс». Начинал заниматься футболом в своём городе, в 12 лет благодаря скаутам отправился в академию лидеров аргентинского футбола. С 17 лет тренировался с основной командой. 5 мая 2014 года дебютировал в чемпионате Аргентины в поединке против «Олл Бойз», выйдя на замену на 83-й минуте вместо Хуана Санчеса Миньо.
В чемпионатах 2014, 2015 и 2016 являлся основным игроком ротации, появляясь на поле соответственно 7, 9 и 6 раз. В 2015 году вместе с командой праздновал победу в чемпионате, выиграв свой первый карьерный трофей.
24 сентября 2015 года в поединке Кубка Аргентины забил свой первый профессиональный мяч в ворота «Дефенсы и Хустисии».
В июле 2020 года Кубас перешёл в клуб чемпионата Франции «Ним», подписав четырёхлетний контракт. Согласно аргентинской прессе стоимость трансфера составила около 2,4 млн евро.
28 апреля 2022 года Кубас перешёл в канадский клуб MLS «Ванкувер Уайткэпс», подписав контракт по правилу назначенного игрока сроком до июня 2026 года с опцией продления на последние шесть месяцев 2026 года. Согласно источникам во Франции стоимость трансфера составила 3,25 млн долларов (3 млн евро). За «Кэпс» он дебютировал 14 июня в матче против «Сиэтл Саундерс», выйдя на замену на 65-й минуте вместо Флориана Юнгвирта. 2 июля в матче против «Лос-Анджелеса» забил свой первый гол за «Кэпс». 11 июля 2023 года Кубас подписал с «Ванкувер Уайткэпс» новый контракт до конца сезона 2026 с опцией продления на сезон 2027.

## Международная карьера
В составе молодёжной сборной Аргентины Кубас принимал участие в молодёжном чемпионате мира 2015.
Отец Кубаса — парагвайец. За сборную Парагвая он дебютировал 19 ноября 2019 года в товарищеском матче со сборной Саудовской Аравии. Был включён в состав сборной на Кубок Америки 2021.

## Достижения
Бока Хуниорс
- Чемпион Аргентины (1): 2015
- Обладатель Кубка Аргентины: 2014/15

 Ванкувер Уайткэпс
Победитель Первенства Канады: 2022

## Статистика
- По состоянию на 18 сентября 2016 года.

| Клуб | Лига             | Год              | Чемпионат | Чемпионат | Чемпионат | Кубок(1) | Кубок(1) | Кубок(1) | Международные турниры(2) | Международные турниры(2) | Международные турниры(2) | Итого | Итого | Итого    |
| Клуб | Лига             | Год              | Игры      | Голы      | Передачи  | Игры     | Голы     | Передачи | Игры                     | Голы                     | Передачи                 | Игры  | Голы  | Передачи |
| --- | ---------------- | ---------------- | --------- | --------- | --------- | -------- | -------- | -------- | ------------------------ | ------------------------ | ------------------------ | ----- | ----- | -------- |
| Бока Хуниорс · Аргентина | Примера          | 2013-14          | 3         | 0         | 1         | -        | -        | -        | -                        | -                        | -                        | 3     | 0     | 1        |
| Бока Хуниорс · Аргентина | Примера          | 2014             | 7         | 0         | 0         | 0        | 0        | 0        | 2                        | 0                        | 0                        | 9     | 0     | 0        |
| Бока Хуниорс · Аргентина | Примера          | 2015             | 9         | 0         | 0         | 3        | 1        | 0        | 2                        | 0                        | 0                        | 14    | 1     | 0        |
| Бока Хуниорс · Аргентина | Примера          | 2016             | 6         | 0         | 0         | 1        | 0        | 0        | 6                        | 0                        | 0                        | 13    | 0     | 0        |
| Бока Хуниорс · Аргентина | Примера          | 2016-17          | 2         | 0         | 0         | 1        | 0        | 0        | 0                        | 0                        | 0                        | 3     | 0     | 0        |
| Бока Хуниорс · Аргентина | Всего за клуб    | Всего за клуб    | 27        | 0         | 1         | 5        | 1        | 0        | 10                       | 0                        | 0                        | 42    | 1     | 1        |
| Всего за карьеру | Всего за карьеру | Всего за карьеру | 27        | 0         | 1         | 5        | 1        | 0        | 10                       | 0                        | 0                        | 42    | 1     | 1        |
| (1) Включая Кубок Аргентины по футболу и Суперкубок Аргентины по футболу. (2) Включая Кубок Либертадорес и Копа Судамерикана. |                  |                  |           |           |           |          |          |          |                          |                          |                          |       |       |          |